# Orthocladius frigidus
Orthocladius frigidus är en tvåvingeart som först beskrevs av Zetterstedt 1838.  Orthocladius frigidus ingår i släktet Orthocladius och familjen fjädermyggor.
Artens utbredningsområde är Grönland. Arten är reproducerande i Sverige. Inga underarter finns listade i Catalogue of Life.